# Alfa Romeo na Fórmula 1
A Alfa Romeo participou da Fórmula 1 como construtor e fornecedor de motores esporadicamente entre 1950 e 1987. A marca retornou como construtor na temporada de 2019, quando a equipe Sauber foi rebatizada para Alfa Romeo. Entre este período a equipe competiu sob uma licença suíça e estava sediada em Hinwil, Suíça e era operada pela Sauber Motorsport AG.
Os pilotos da Alfa Romeo conquistaram os dois primeiros Campeonatos Mundiais de Pilotos: Giuseppe Farina em 1950; e Juan Manuel Fangio em 1951. Porém, após estes sucessos, a empresa se retirou da Fórmula 1. Durante a década de 1960, embora a empresa não tivesse presença oficial na Fórmula 1, várias equipes utilizaram motores Alfa Romeo desenvolvidos de forma independente para alimentar os seus carros. No início da década de 1970, a Alfa forneceu suporte de Fórmula 1 ao seu piloto de trabalho Andrea de Adamich, fornecendo versões adaptadas de seu motor V8 de 3 litros do carro esportivo Alfa Romeo Tipo 33/3 para impulsionar a McLaren de Adamich em 1970 e para a March em 1971. Nenhuma dessas combinações de motores marcou pontos no campeonato. Em meados da década de 1970, o engenheiro da Alfa Romeo, Carlo Chiti, projetou um motor flat-12 para substituir o T33 V8, que obteve algum sucesso ao conquistar o Campeonato Mundial de Resistência de 1975. Bernie Ecclestone, então proprietário da equipe Brabham, convenceu a Alfa Romeo a fornecer este motor gratuitamente para a temporada de Fórmula 1 de 1976. Embora a primeira temporada da Brabham-Alfa Romeo tenha sido relativamente modesta, durante os Campeonatos Mundiais de 1977 e 1978 seus carros conquistaram 14 pódios, incluindo duas vitórias em corridas para Niki Lauda.
O departamento esportivo da empresa, Autodelta, regressou como equipe de fábrica em 1979, com a equipe passando a competir sob o nome "Alfa Romeo" a partir da temporada de 1980. Este segundo período como construtor foi menos bem sucedido que o primeiro. Entre o regresso da empresa e a sua retirada como construtor no final de 1985, os pilotos da Alfa Romeo não venceram nenhuma corrida e a equipe nunca terminou acima do sexto lugar no Campeonato Mundial de Construtores. Os motores da equipe também foram fornecidos para Osella de 1983 a 1987, mas marcaram apenas dois pontos no Campeonato Mundial nesse período.
O logotipo da Alfa Romeo regressou à Fórmula 1 em 2015, aparecendo nos carros da Scuderia Ferrari. No final de 2017, a Alfa Romeo anunciou que se tornaria patrocinadora principal da Sauber a partir de 2018 e firmou uma parceria técnica e comercial com a equipe. A Alfa Romeo voltou ao esporte quando a Sauber mudou seu nome de construtor para "Alfa Romeo Racing", porém, a propriedade e a administração da equipe permaneceram inalteradas e independentes. A parceria da Alfa Romeo com a equipe suíça foi encerrada após o fim da temporada de 2023.

## História

### 1950–1951: títulos

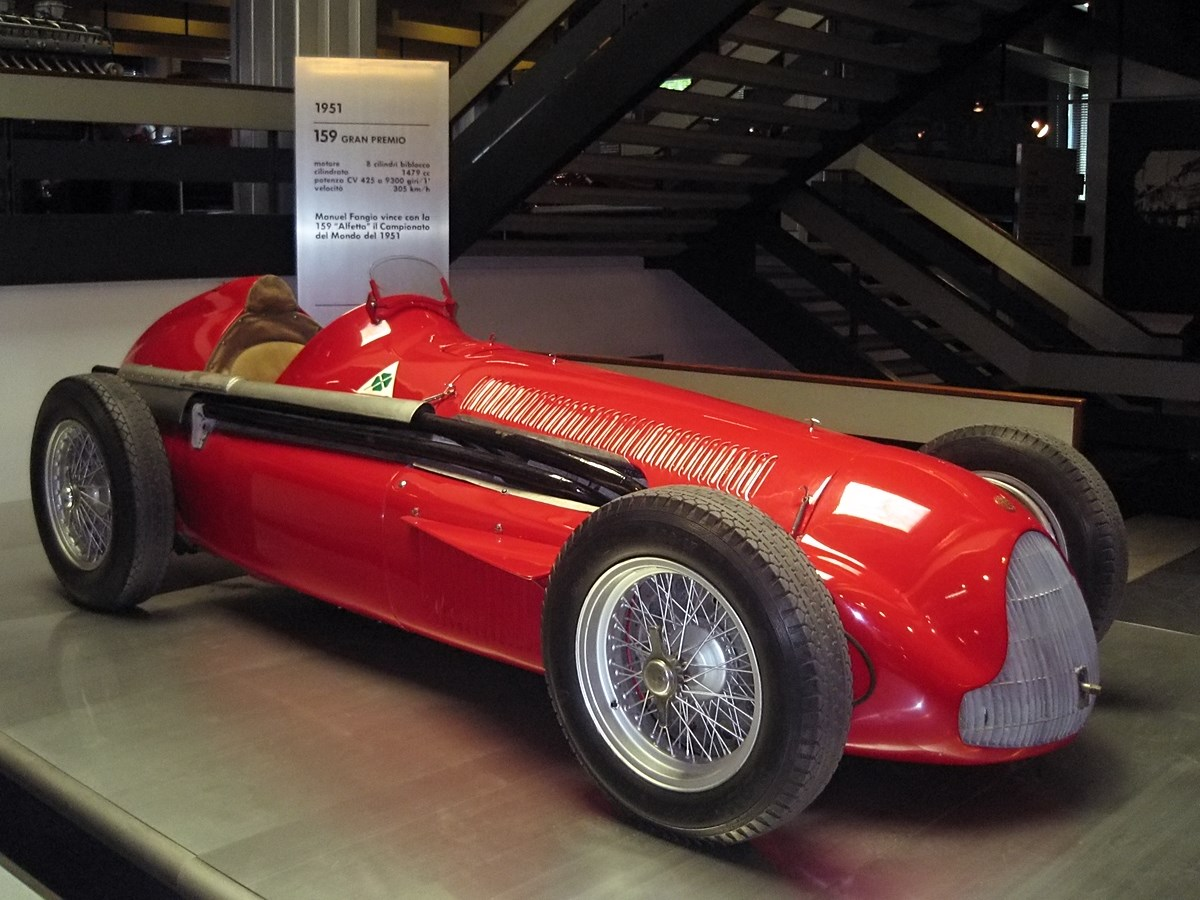
O carro de Fórmula 1 Alfa Romeo 159

Em 1950, Giuseppe Farina foi campeão da Fórmula 1 no 158 com compressor, em 1951 Juan Manuel Fangio foi campeão com um Alfetta 159 (uma evolução do 158 com duas etapas de compressor). Na temporada de 1952, a equipe se retira da Fórmula 1 por um tempo.

### 1961–1979, 1983–1988: fornecedora de motor

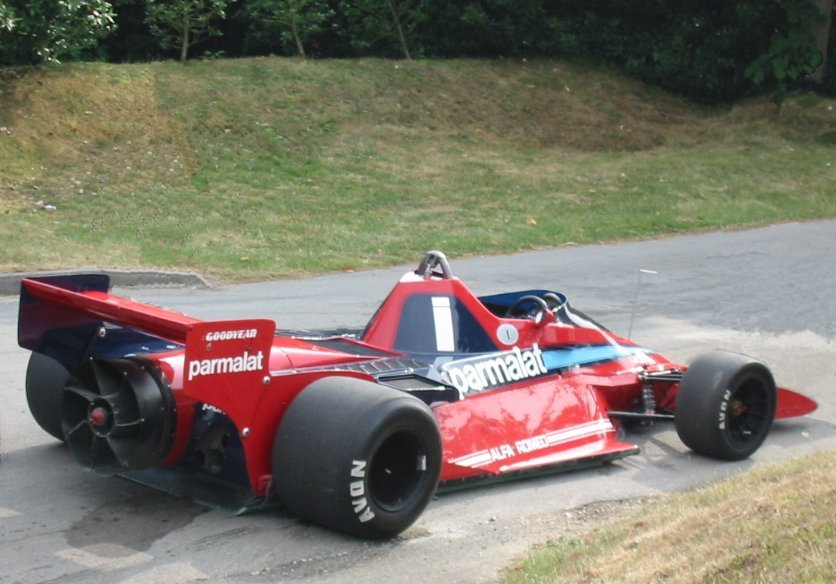
O radical Brabham BT46B-Alfa Romeo de 1978, que ficou conhecido como "Fan Car" devido ao seu grande ventilador, era movido por um motor Alfa Romeo.

Em 1961 forneceu motores para a equipe De Tomaso, porém não obteve sucesso e a equipe não marcou um ponto sequer. Entre 1962 e 1972, foi fornecedora de motores para equipes: Cooper, LDS, McLaren e March. Durante esses anos o motor Alfa Romeo não se mostrava competitivo, e só voltou a fornecer motores em 1976, desta vez para a equipe Brabham.

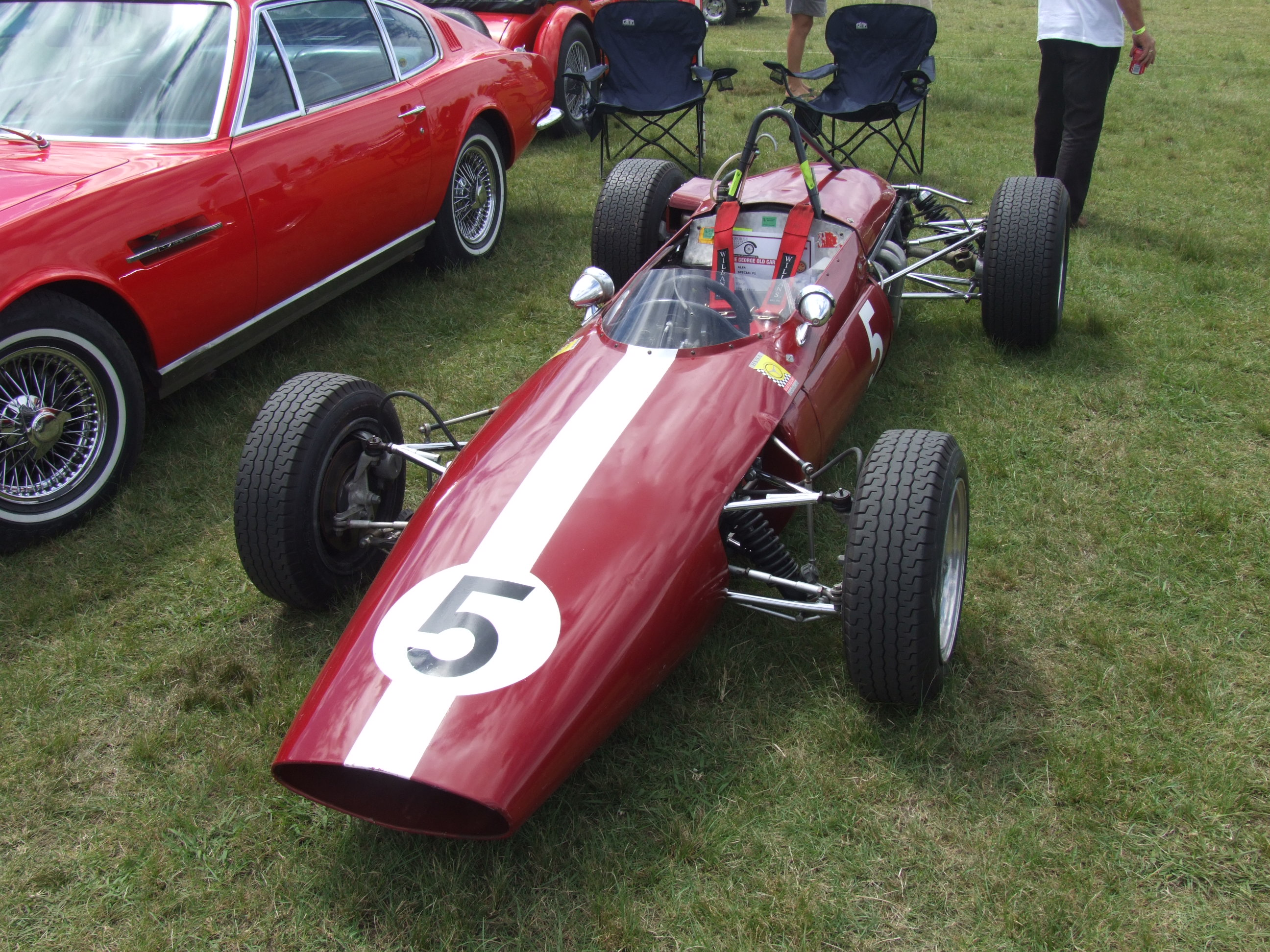
Alfa Romeo Special de Peter de Klerk, utilizada em 1963 e 1965.

Em 1978, na Brabham conseguiu desenvolver um bom motor, o que levou a equipe para um belo 3.º lugar no campeonato de construtores e o 4.º no de pilotos com Niki Lauda (as melhores colocações como fornecedora). Em 1979 resolve voltar à Fórmula 1 como equipe, mas fornece apenas para a Brabham, encerrando esse ciclo. Voltou a fornecer de 1983 a 1987 e a escolhida é a pequena equipe Osella. No GP de Dallas de 1984, Piercarlo Ghinzani termina em 5.º lugar marcando 2 pontos e no GP da Itália, em Monza, marcaria novamente 2 pontos se o austríaco Jo Gartner estivesse elegível para a temporada na Osella. Na temporada de 1988, os motores Alfa Romeo foram rebatizados com o nome da própria Osella, que os desenvolve sozinha. Apenas três provas terminadas, sete abandonos, quatro não qualificações para o grid de largada e também nenhum ponto marcado como nas temporadas anteriores: 1985, 1986 e 1987. Um grande fracasso nessa tentativa de desenvolvimento da própria Osella, que fez a Alfa Romeo deixar a categoria máxima da velocidade.

### 1979–1985: retorno como equipe
A temporada de 1979 marca o retorno da Alfa Romeo como equipe, mas não consegue pontuar. Passou mais seis temporadas não conseguindo repetir o sucesso do início da década de 1950, quando conseguiu dois títulos mundiais. O melhor resultado em sua volta, foi um sexto lugar na temporada de 1983 com dezoito pontos e dois pódios: segundo lugar nos GPs: Alemanha e África do Sul conseguidos por Andrea de Cesaris. Em 1984 obteve o único (último) pódio com o terceiro lugar no GP da Itália, Monza, conduzido por Riccardo Patrese. Essa temporada, assim como a de 1985, ela teve o patrocínio da marca Benetton, que viria a ser uma equipe em 1986.

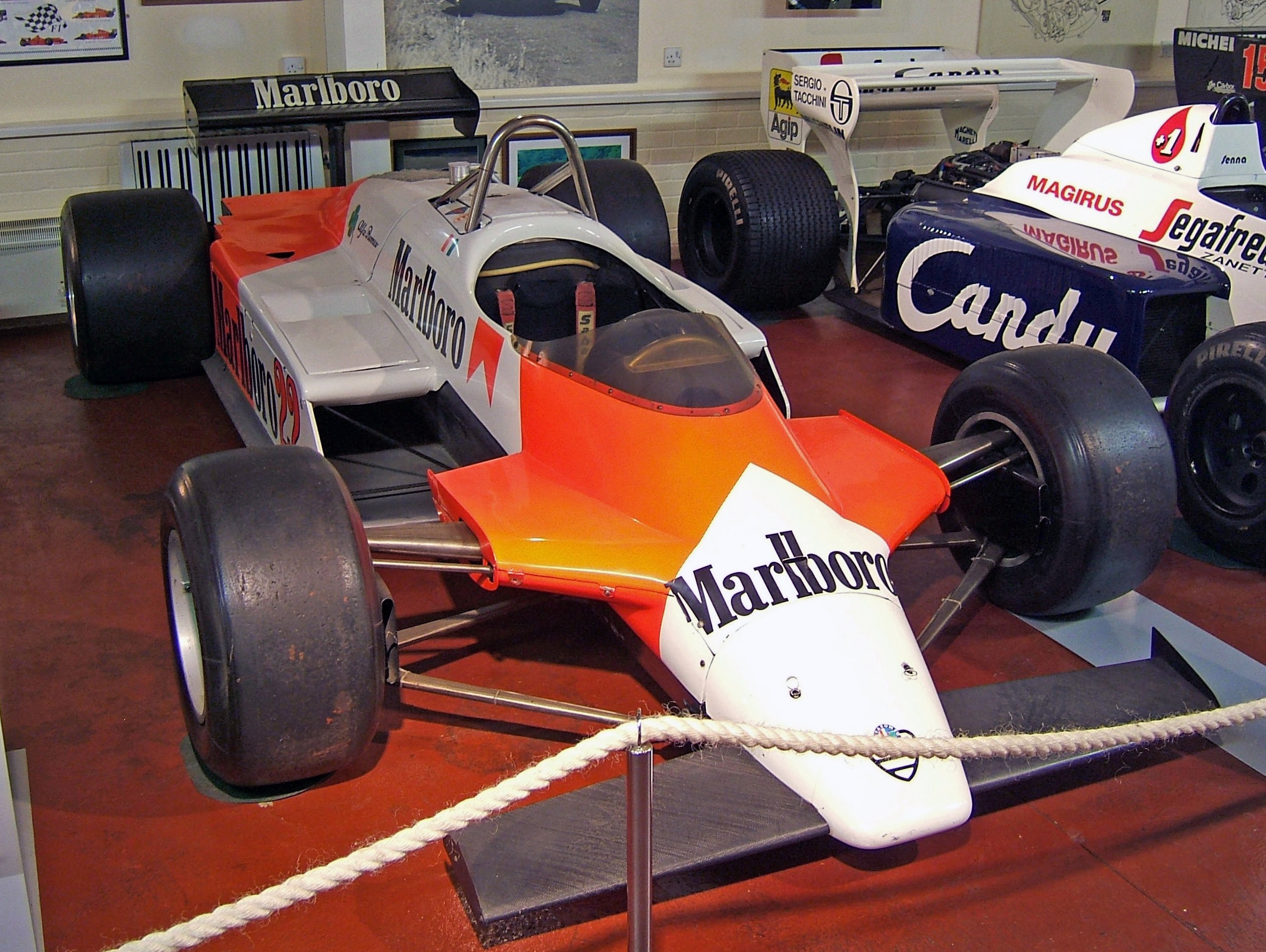
Um Alfa Romeo 179 de 1980.

A temporada de 1985 foi um desastre, porque com o chassi 185T, os carros não terminaram as quatro provas inicias no campeonato. No meio da temporada, "desenterraram" o modelo 184T modificando para 184TB, mas os resultados foram péssimos: não pontuaram e raramente acabavam corridas, devido à pobre fiabilidade do motor e as restrições de gasolina ao qual os motores Turbo estavam sujeitos. No final da época, dadas as dificuldades que a marca passava, a retirada da Formula 1 foi inevitável. Em uma entrevista que deu em 2000, Riccardo Patrese descreveu o 185T como "o pior carro que já dirigi".

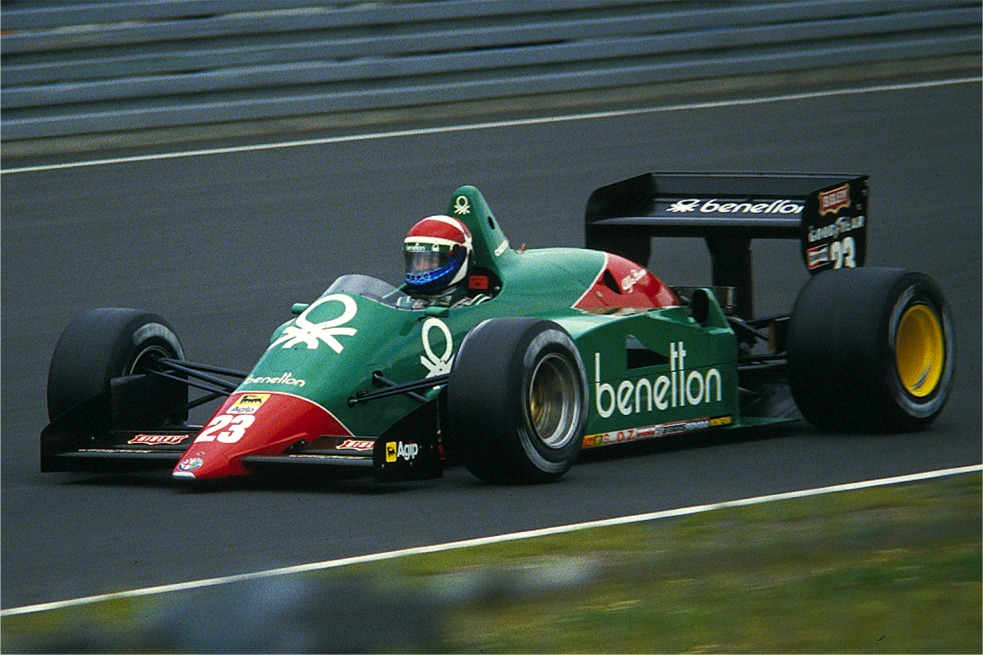
A Benetton patrocinou o Alfa Romeo 185T em 1985

A Alfa Romeo saiu da Fórmula 1 como construtora após a corrida final da temporada de 1985 na Austrália.

### 2018: Parceria com a Sauber

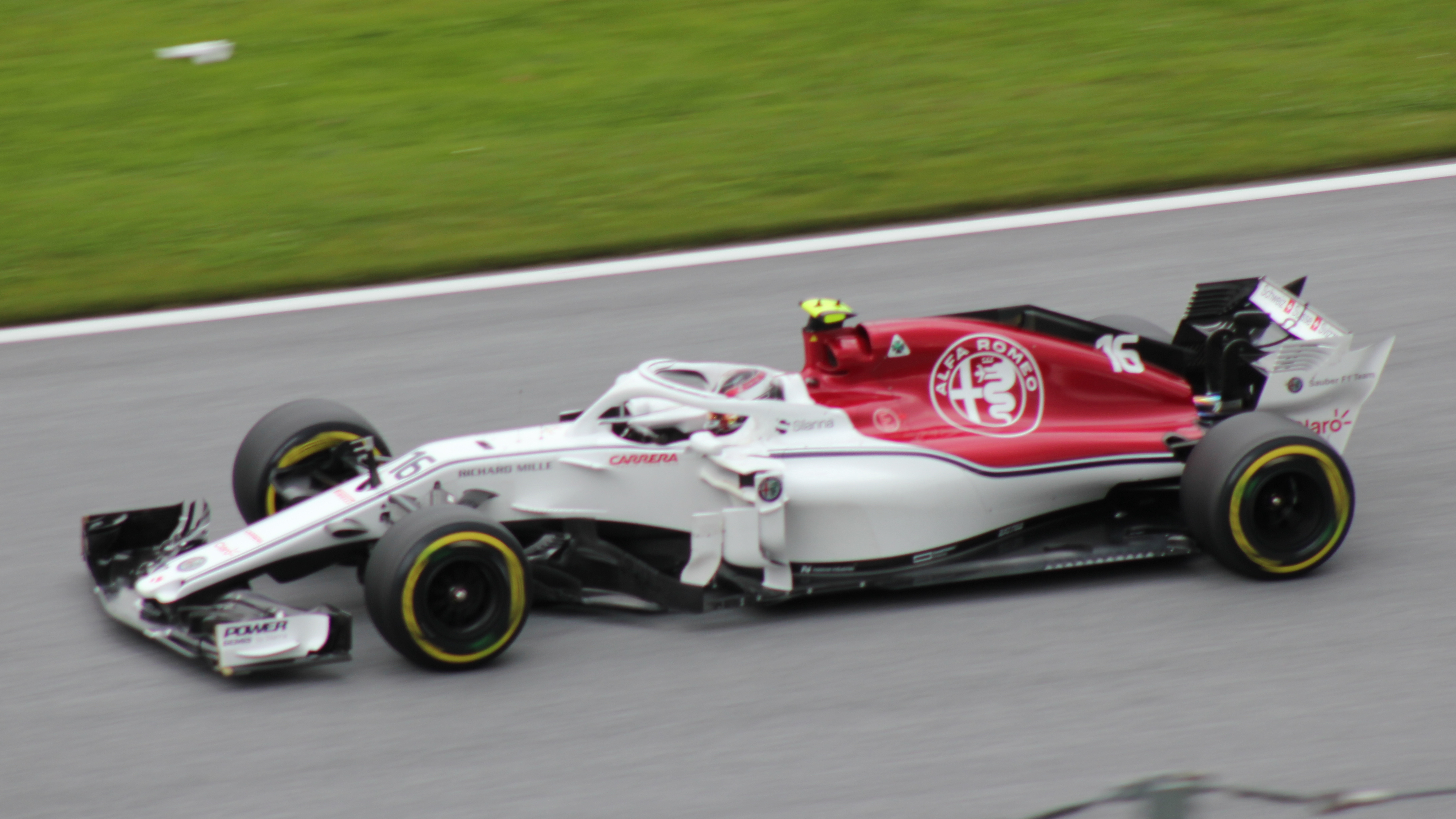
Charles Leclerc dirigindo o Sauber C37 da Alfa Romeo Sauber F1 Team durante o Grande Prêmio da Áustria de 2018.

Para a temporada de 2018, a Alfa Romeo firmou uma parceria técnica e comercial com a equipe Sauber, que utiliza motores Ferrari, e em 29 de novembro de 2017, foi anunciado que a Alfa Romeo seria o patrocinador título da equipe a partir da temporada de 2018, em um "contrato de parceria técnica e comercial de vários anos", com a equipe suíça passando a se denominar Alfa Romeo Sauber F1 Team. No dia 2 de dezembro de 2017, uma conferência de imprensa foi realizada no Museu Alfa Romeo em Arese (Milão), ilustrando os termos do acordo entre o Grupo FCA e a equipe Sauber, seguida de uma cerimônia de apresentação da pintura e da dupla de pilotos composta por Charles Leclerc e Marcus Ericsson.
No dia 11 de setembro de 2018, foi anunciada a contratação de Kimi Räikkönen pela equipe, em troca com Charles Leclerc, que foi para a Ferrari.

### 2019–2023: Novo retorno da Alfa Romeo como equipe

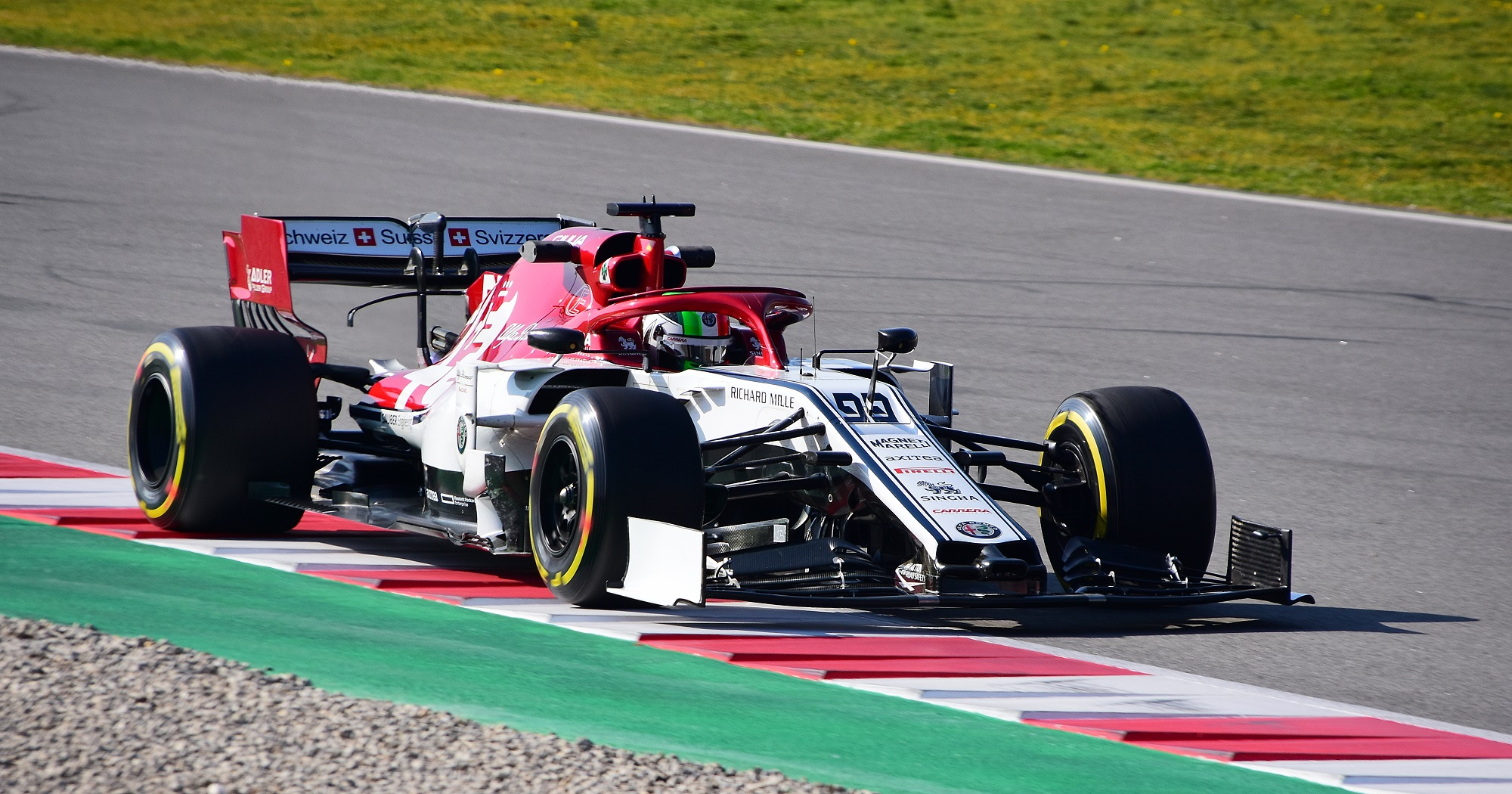
Antonio Giovinazzi, testando o Alfa Romeo Racing C38 em Montmeló em 2019.

Para a temporada de 2019, a Alfa Romeo volta como equipe após a Sauber ser rebatizada para "Alfa Romeo Racing". Mas, diferentemente da BMW Sauber, dessa vez foi alterado apenas o nome de construtor da equipe suíça, com a estrutura de propriedade e gestão permanecendo inalteradas. Esta foi a primeira vez desde 1985 que uma equipe competiu sob o nome Alfa Romeo na Fórmula 1.
No início de 2020, a equipe anunciou que havia assinado um contrato de múltiplos anos com a empresa petrolífera polonesa Orlen como seu patrocinador título, com isso a Alfa Romeo alterou seu nome de equipe para "Alfa Romeo Racing Orlen". A equipe permaneceu competindo sob esta designação até o final de 2021, quando a equipe removeu o nome "Racing" da nomenclatura de seu chassi e passou a competir a partir da temporada de 2022 sob o nome "Alfa Romeo F1 Team Orlen".
O acordo entre Sauber e Alfa Romeo era inicialmente válido por dois anos, porém, em 29 de outubro de 2020, as partes anunciaram que o acordo havia sido estendido para até o final de 2021. Em 14 de julho de 2021, a montadora italiana anunciou a renovação da parceria com a Sauber em um acordo de múltiplos anos, mas com essa parceria de longo prazo com a Sauber sendo revisada de forma anual. Em 30 de julho de 2022, a Alfa Romeo confirmou que o acordo com a equipe suíça havia sido renovado por mais um ano, até o fim da temporada de 2023. Porém, em meio a rumores de uma possível compra da Sauber pela Audi, alguns dias depois a Alfa Romeo anunciou o fim da parceria com a equipe suíça após o fim de 2023.
Em janeiro de 2023, a Alfa Romeo anunciou um acordo de patrocínio plurianual com o cassino online Stake, renomeando a equipe para "Alfa Romeo F1 Team Stake" e tendo seu logotipo exibido com destaque no C43. A equipe também assinou um acordo de parceria com a plataforma de transmissão ao vivo Kick, que recebe investimentos do cofundador e proprietário da Stake, Eddie Craven. O nome e o logotipo da Kick substituíram os da Stake em países onde anúncios de jogos de azar e apostas esportivas não são permitidos, assim a equipe competiu sob a denominação "Alfa Romeo F1 Team Kick". A Alfa Romeo correu com uma pintura revisada da Kick no Grande Prêmio da Bélgica de 2023.

## Pilotos
| Alfa Romeo                 | Alfa Romeo               | Alfa Romeo   | Alfa Romeo | Alfa Romeo | Alfa Romeo | Alfa Romeo                       | Alfa Romeo                  |
| Ano                        | Nome                     | Carro        | Pneus      | Motor      | Pilotos | Pilotos de testes                | Classificação Pontos        |
| -------------------------- | ------------------------ | ------------ | ---------- | ---------- | --- | -------------------------------- | --------------------------- |
| 1950                       | Alfa Romeo S.p.A         | 158          | P          | Alfa Romeo | Juan Manuel Fangio Giuseppe Farina Luigi Fagioli Reg Parnell Piero Taruffi Consalvo Sanesi                           |                                  | n/d                         |
| 1951                       | Alfa Romeo S.p.A         | 159          | P          | Alfa Romeo | Juan Manuel Fangio Giuseppe Farina Luigi Fagioli Felice Bonetto Emmanuel de Graffenried Consalvo Sanesi Paul Pietsch |                                  | n/d                         |
| Não esteve de 1952 a 1978. |                          |              |            |            | |                                  |                             |
| 1979                       | Autodelta                | 177 179      | G          | Alfa Romeo | Bruno Giacomelli Vittorio Brambilla                                                                                  |                                  | NC (15º lugar) nenhum ponto |
| 1980                       | Marlboro Team Alfa Romeo | 179          | G          | Alfa Romeo | Patrick Depailler Bruno Giacomelli Vittorio Brambilla Andrea de Cesaris                                              |                                  | 11º lugar 4 pontos          |
| 1981                       | Marlboro Team Alfa Romeo | 179C 179D    | M          | Alfa Romeo | Mario Andretti Bruno Giacomelli                                                                                      |                                  | 9º lugar 10 pontos          |
| 1982                       | Marlboro Team Alfa Romeo | 179 182 182B | M          | Alfa Romeo | Andrea de Cesaris Bruno Giacomelli                                                                                   |                                  | 10º lugar 7 pontos          |
| 1983                       | Marlboro Team Alfa Romeo | 183T         | M          | Alfa Romeo | Andrea de Cesaris Mauro Baldi                                                                                        |                                  | 6º lugar 18 pontos          |
| 1984                       | Benetton Team Alfa Romeo | 184T         | G          | Alfa Romeo | Riccardo Patrese Eddie Cheever                                                                                       |                                  | 8º lugar 11 pontos          |
| 1985                       | Benetton Team Alfa Romeo | 185T 184TB   | G          | Alfa Romeo | Riccardo Patrese Eddie Cheever                                                                                       | Giorgio Francia                  | NC (13º lugar) nenhum ponto |
| Não esteve de 1986 a 2018. |                          |              |            |            | |                                  |                             |
| 2019                       | Alfa Romeo Racing        | C38          | P          | Ferrari    | Kimi Räikkönen Antonio Giovinazzi                                                                                    | Tatiana Calderón Marcus Ericsson | 8° lugar 57 pontos          |
| 2020                       | Alfa Romeo Racing Orlen  | C39          | P          | Ferrari    | Kimi Räikkönen Antonio Giovinazzi                                                                                    | Robert Kubica                    | 8° lugar 8 pontos           |
| 2021                       | Alfa Romeo Racing Orlen  | C41          | P          | Ferrari    | Kimi Räikkönen Robert Kubica Antonio Giovinazzi                                                                      | Robert Kubica                    | 9° lugar 13 pontos          |
| 2022                       | Alfa Romeo F1 Team Orlen | C42          | P          | Ferrari    | Guanyu Zhou Valtteri Bottas                                                                                          | Robert Kubica                    | 6° lugar 55 pontos          |
| 2023                       | Alfa Romeo F1 Team Stake | C43          | P          | Ferrari    | Guanyu Zhou Valtteri Bottas                                                                                          | Théo Pourchaire                  | 9° lugar 16 pontos          |

Nota: O campeonato de construtores só passou a ser disputado em 1958.

## Campeões mundiais
| Campeonatos | Pilotos            | Temporadas |
| ----------- | ------------------ | ---------- |
| 2           | Giuseppe Farina    | 1950       |
| 2           | Juan Manuel Fangio | 1951       |

## Vitórias por piloto
Fangio: 6
Farina: 4